# George Bean (trompettist)
George Clifford Bean junior (19 januari 1930 - Oak Lawn, 19 januari 2015) was een Amerikaanse jazz- en studiomuzikant die trompet, piccolotrompet en kornet speelde. Hij was actief in het muziekleven van Chicago.
Bean, zoon van een trompettist, studeerde na zijn diensttijd in de marine aan de Naval School of Music in Virginia Beach. In het begin van zijn loopbaan speelde hij in dixielandbandjes en trad hij op in clubs in Chicago. Hij speelde in de orkesten van Count Basie, Stan Kenton en Harry James en toerde in de jaren zestig in een orkest met Tony Bennett en Lena Horne. Hij begeleidde (bij concerten of plaatopnames) sterren als Frank Sinatra, Sarah Vaughan, Peggy Lee en Barbra Streisand. Ook werkte hij mee aan commercials van grote merken. Als leraar gaf hij les aan jonge muzikanten. Bean is te horen op jazzplaten van onder andere Franz Jackson, Art Hoyle en Bobby Lewis.